# Naoyuki Yamada
Naoyuki Yamada (født 26. december 1987) er en japansk fodboldspiller, som spiller for den japanske fodboldklub Blaublitz Akita.